# 諾基亞5110
诺基亚5110是一台搭載 GSM 系統的行動電話，由諾基亞公司在1998年3月製造。
诺基亚5110是坚固耐用的，具有良好的电池寿命，并与四个LED背光，由飞利浦PCD8544显示控制器操作功能的一个84像素x48像素的单色LCD螢幕。这是第一个移动电话有可更换的面板之一，允许用户定制自己的设备。它也是第一个诺基亚手机配备其经典游戏贪食蛇。它成为了时代的最流行的手机之一。诺基亚5110已经於2001年停产，由其他更小，更轻的機種所取代。
眾所週知，這部手機在英國 Orange電信One2One部門（現在叫T-Mobile）在當地消費市場推出的時候，它被稱為 the Nokia 5146或'nk402。另一個相同的平台，諾基亞6110被設計為支援商務市場。它拥有一个类似的简单，新的用户界面，但缺乏红外线数据接口。

## 其他市場變異
在亞洲，諾基亞與可口可樂合作，推出外殼印有可口可樂商標識別的手機。

## 關聯項目
Lists
- 諾基亞產品列表
- List of acquisitions by Nokia（英语：List of acquisitions by Nokia）